# اودون لخنر
اودون لخنر (مجاری: Lechner Ödön، زادهٔ ۲۷ اوت ۱۸۴۵ – ۱۰ ژوئن ۱۹۱۴) معمار و پیشگام هنر نو و جدایی وین در مجارستان بود. او به دلیل تزئینات ساختمانی و کاشی‌کاری ژولنائی با الهام از هنرهای قدیمی مجاری با مصالح مدرن مشهور است. به عنوان خالق سبک معماری مستقل مجاری، وی پیروان بسیاری داشته‌است. کار وی در ۲۰۰۸ برای درج در فهرست میراث جهانی ارائه شده‌است.

## پس‌زمینه حرفه‌ای
لخنر در پشت در خانواده‌ای متول به دنیا آمد. پدرش اصلیت باواریایی داشت و وکیلی معتبر و صاحب یک کارخانه آجر بود. تحصیلات دانشگاهی وی در رشتهٔ معماری دانشگاه فنی و آکادمی معماری برلین طی شد. پس از اتمام دانشگاه یک دفتر طراحی را با همکاری همشاگردی خود دیولا پارتوش افتتاح کرد؛ نمونهٔ کارهای آنها متأثر از هنر آکادمیک آلمانی بودند.
بین سالهای ۱۸۷۴ و ۱۸۷۸، او به فرانسه رفت و در بازسازی بسیاری از بناهای تاریخی شرکت کرد. در سال ۱۸۷۹ از انگلستان نیز دیدن کرد. پس از بازگشت به خانه، با همکاری پارتوش در پروژه‌های مقیاس بزرگ از قبیل تالار شهر سگد، کاخ درِکسلِر در خیابان آندراشی، کاخ میلکو در سگد شرکت کرد. این بناها همچنان به سبک سنتی ساخته شدند ولی نشانه‌هایی از به‌کارگیری تزئینات فولکلور در آنها دیده می‌شد.
در سال ۱۸۸۹ برای دومین بار این بار با ویلموش ژولنائی، مدیر کارخانه پرسلان ژولنائی به انگلستان سفر کرد و به مطالعهٔ عناصر تزئینی هندی در موزه کنزینگتون (امروزه ویکتوریا و آلبرت) پرداخت. استفاده از تزئینات هنر هند، ایران و شمال آفریقا در کارهای بعدی لخنر تأثیر گرفته از سفر انگلستان وی است.

## سبک هنر نوی ملی مجاری
در سال‌های ۱۸۹۰ لخنر با به‌کارگیری هنر سنتی مجار و الهام از هنرهای تزئینی آسیایی و ایرانی و هندی به سبکی متمایز دست پیدا کرد. در تزئینات ساختمان موزه هنرهای کاربردی بوداپست تأثیر ویژهٔ هنر هند، ایران، شمال آفریقا و مجارستان نمود دارد و در طراحی این عمارت به‌طور کلی از سبک سنتی فاصلهٔ فاحشی دیده می‌شود؛ افتتاح آن به مناسبت هزارمین سال وطن‌گیری هم با استقبال ویژه‌ای روبرو شد.
لخنر در ۱۸۹۷ کمیسیونی برای ساختمان مؤسسه زمین‌شناسی دولتی مجارستان در خیابان اشتفانیا دریافت کرد. اوج طراحی شکیل وی از ساختمان بانک پس‌انداز اداره پست (امروزه خزانه‌داری) در خیابان هولد بین سال‌های ۱۸۹۹ تا ۱۹۰۴ است که در سال ۱۹۰۰ برای وی مدال طلای انجمن هنرمندان هنرهای زیبا را به ارمغان آورد و در ۱ ژوئیه ۱۹۰۰ عنوان «مشاور سلطنتی» را از فرانتس یوزف دریافت کرد.
در سال ۱۹۱۱، مدال طلای نمایشگاه بین‌المللی معماری رم به او و اوتو واگنر اعطاء شد.

## نگارخانه

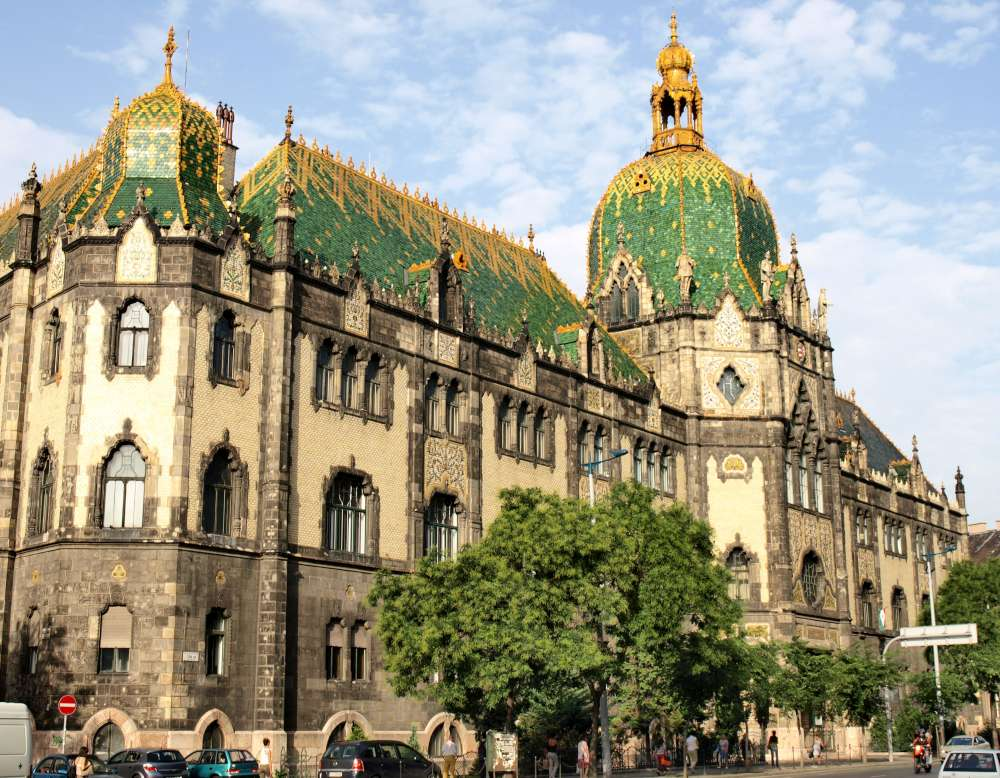
ساختمان موزه هنرهای کاربردی بوداپست
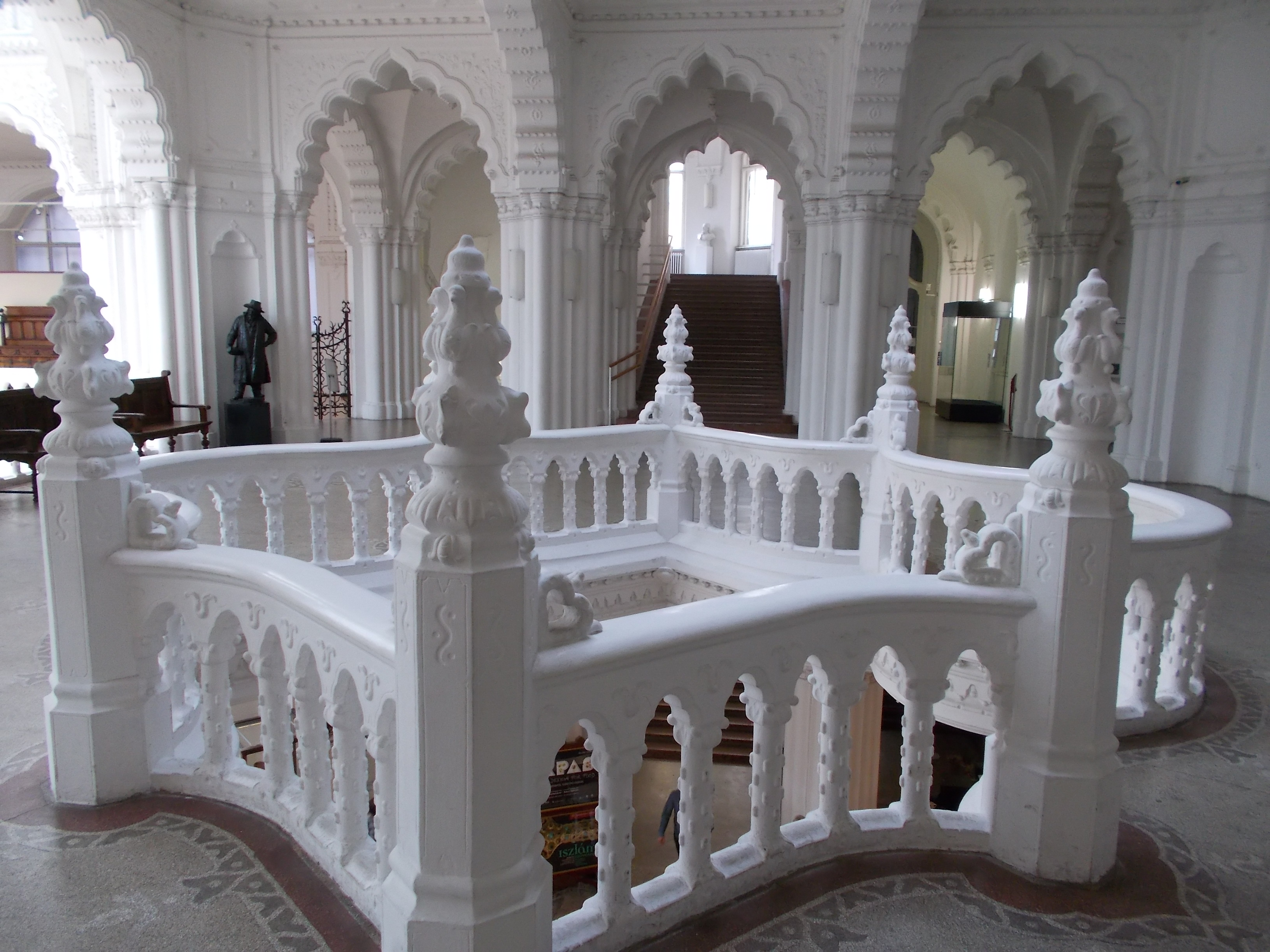
تزئینات داخلی موزه هنرهای کاربردی
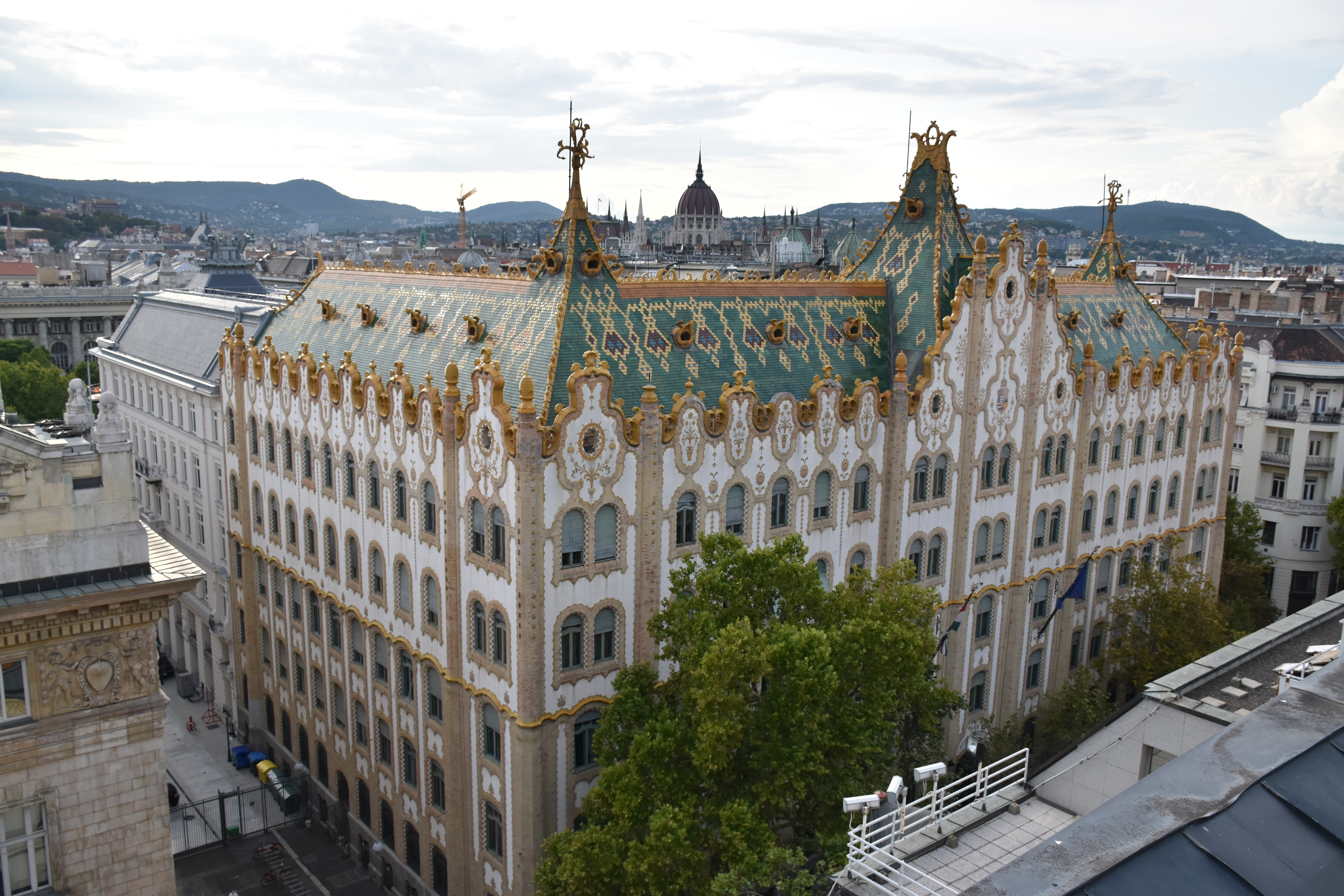
سازمان خزانه‌داری
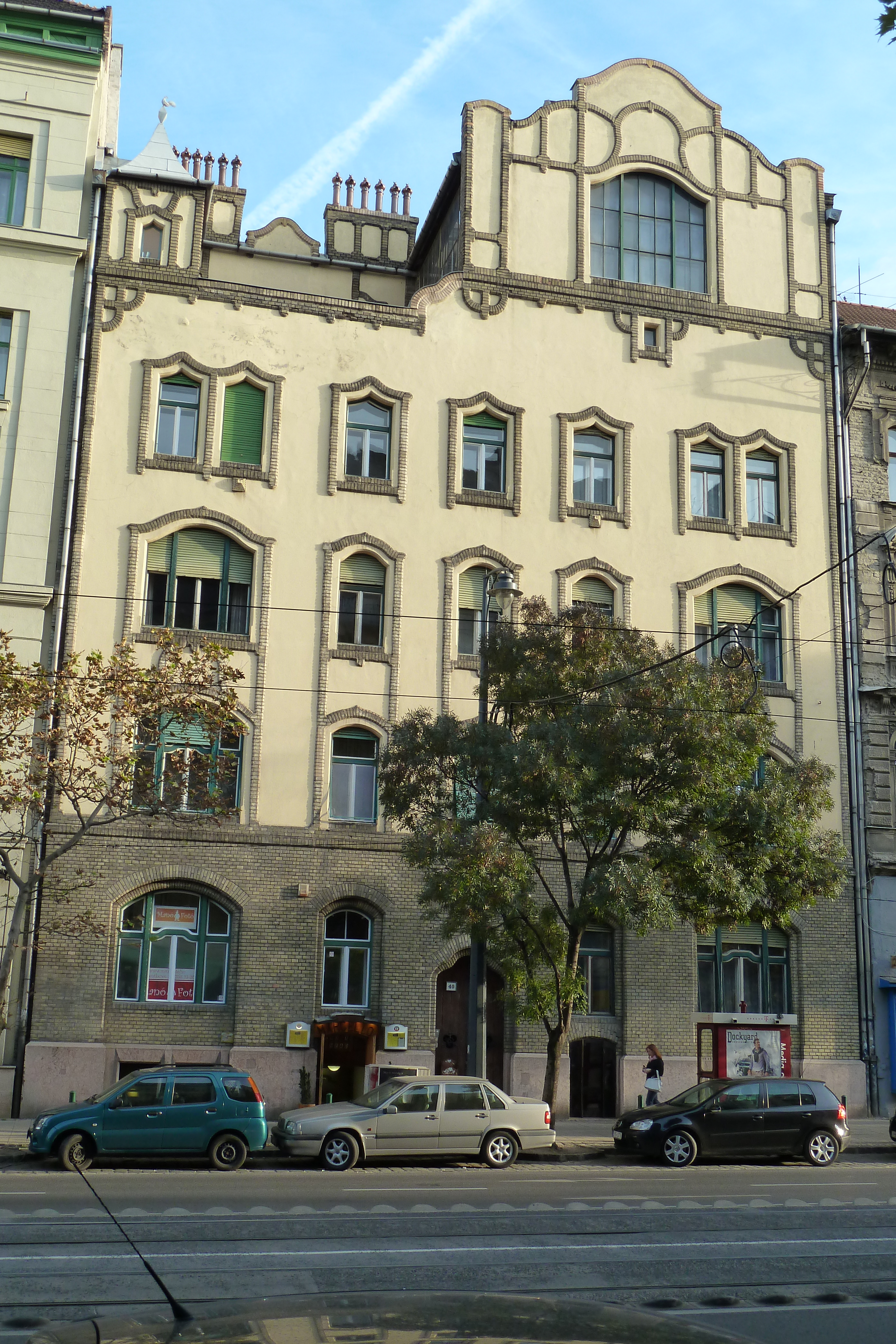
منزل لخنر در بوداپست
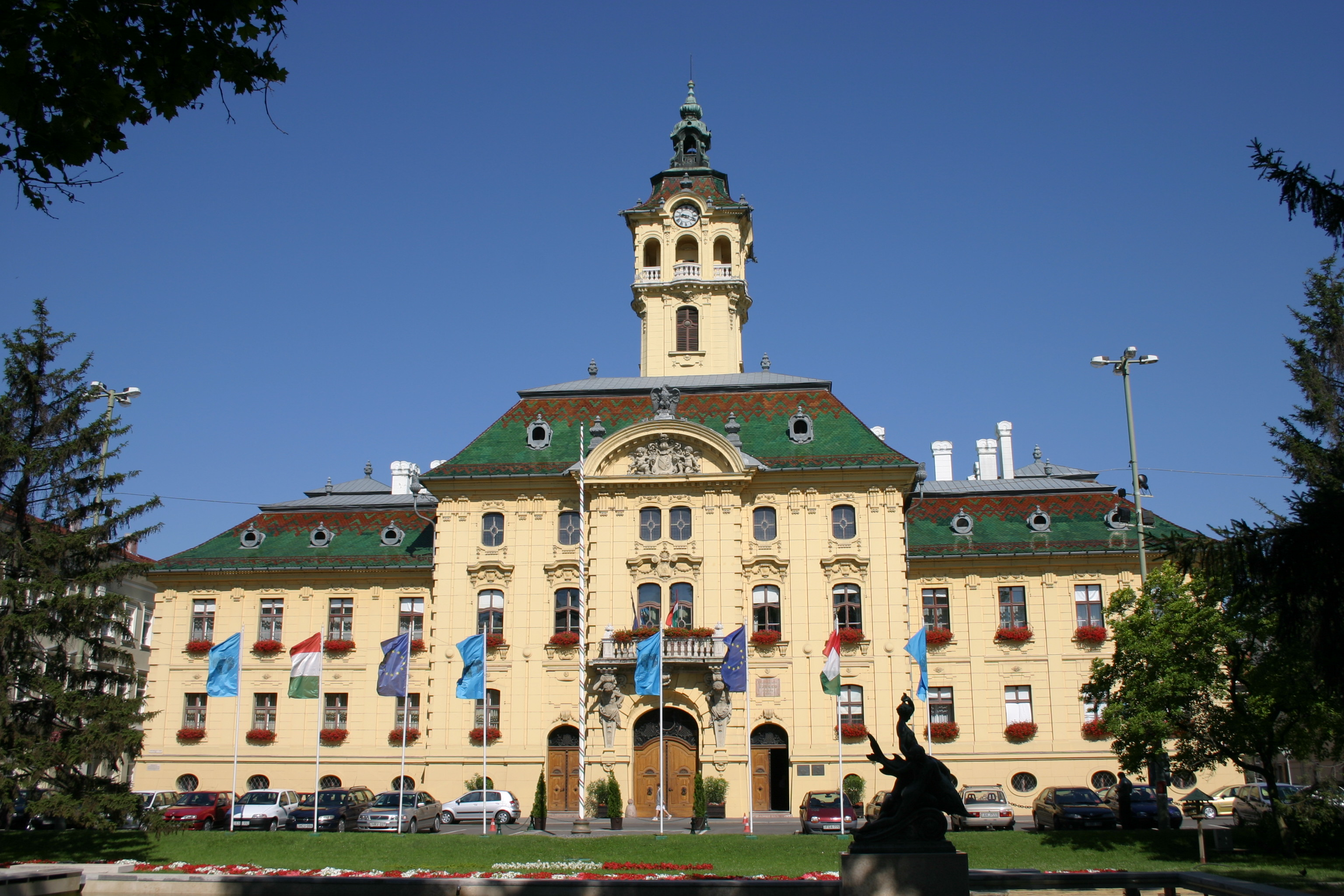
شهرداری شهر سگد
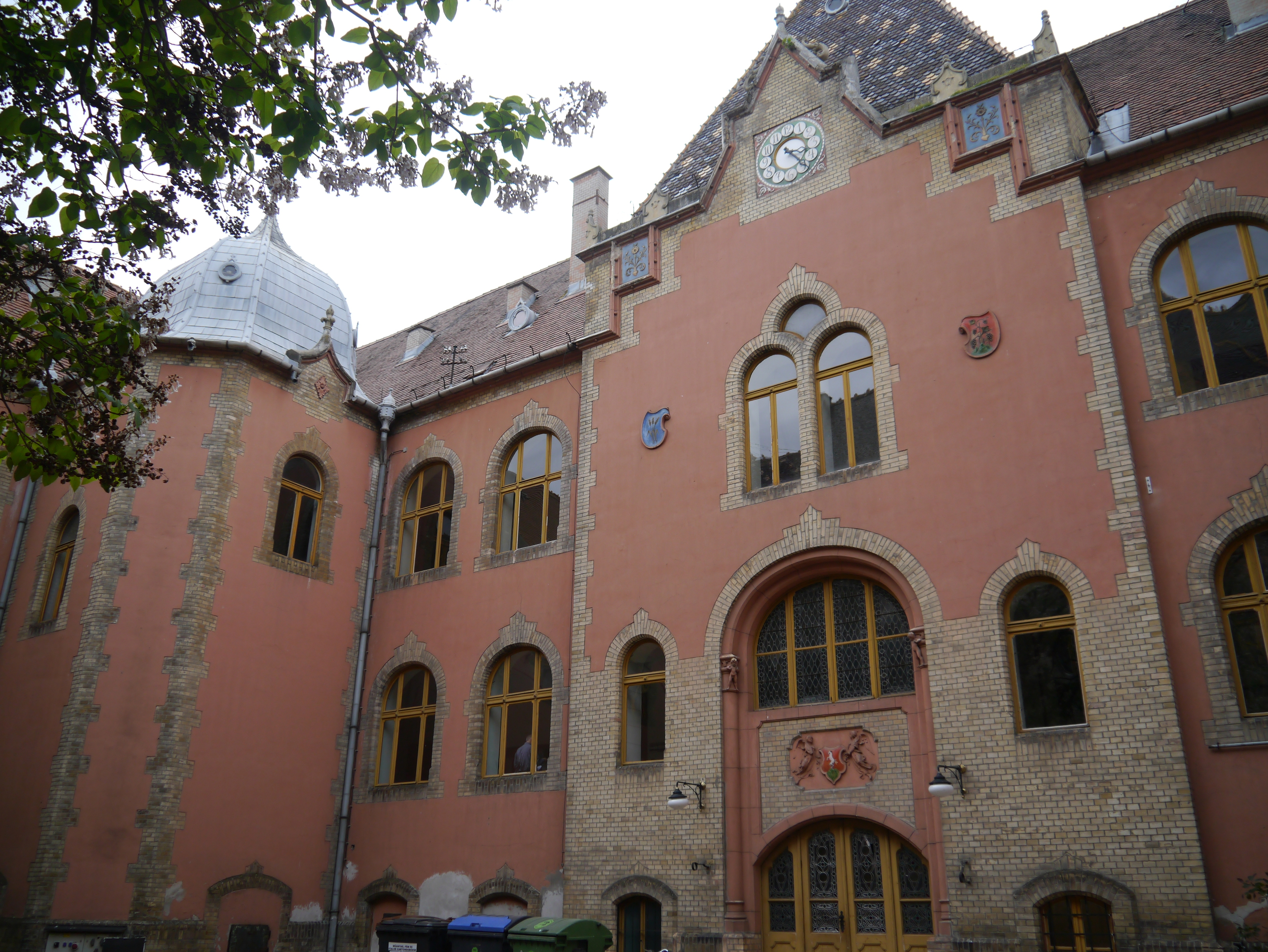
شهرداری شهر کچکمت
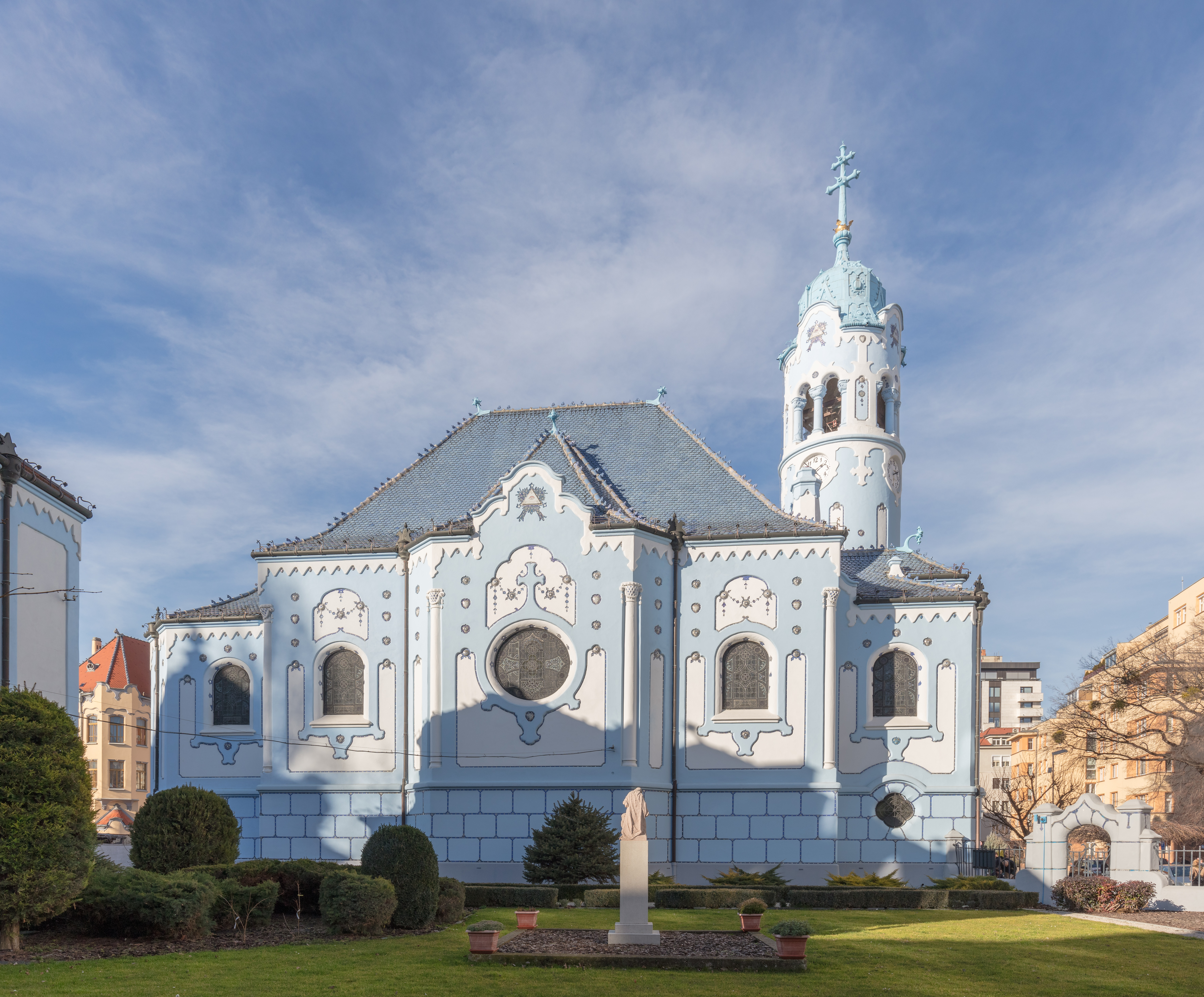
کلیسای آبی در پوژونی (امروزه براتیسلاوا)
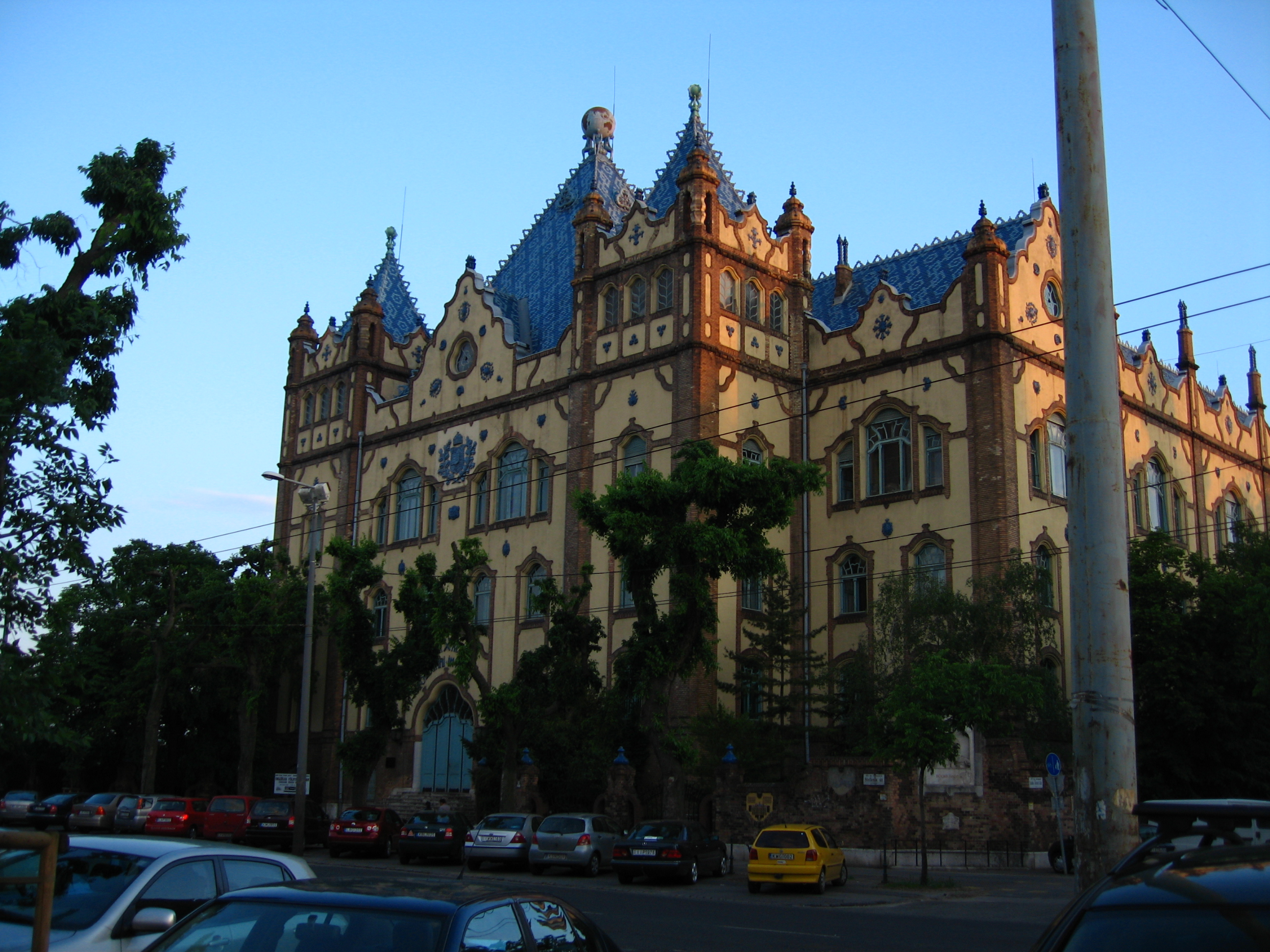
موزه زمین‌شناسی
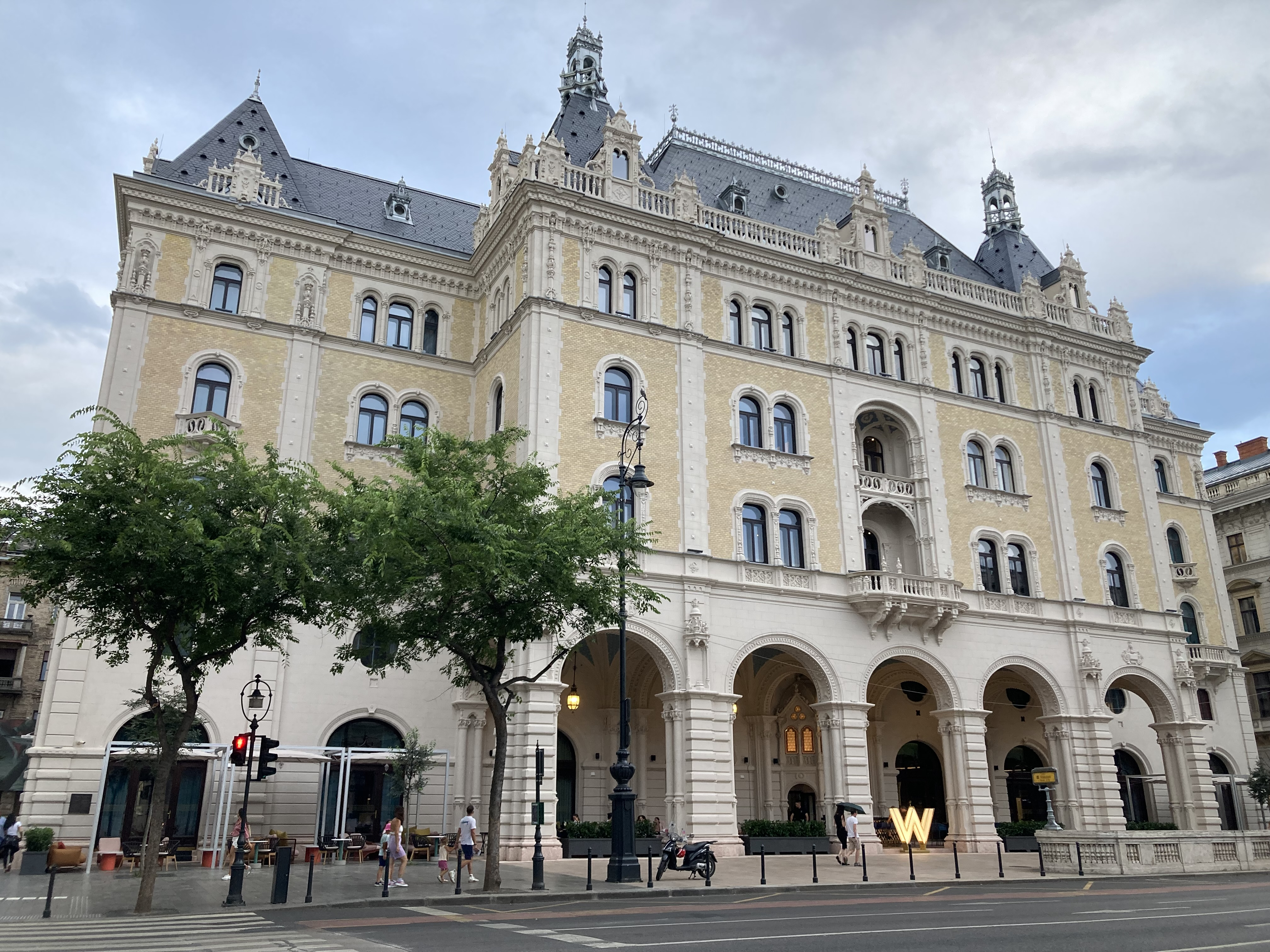
کاخ درِکسلِر روبروی ساختمان اپرا

## یادداشت
1. ↑  اُ دُ لِ نِ